# Tambangan Jae
Tambangan Jae is een bestuurslaag in het regentschap Mandailing Natal van de provincie Noord-Sumatra, Indonesië. Tambangan Jae telt 735 inwoners (volkstelling 2010).